# Kałuszyn
Kałuszyn é um município da Polônia, na voivodia da Mazóvia e no condado de Mińsk. Estende-se por uma área de 12,3 km², com 2 916 habitantes, segundo os censos de 2016, com uma densidade de 237,1 hab/km².